# Вайт-Голл (Арканзас)
Вайт-Голл (англ. White Hall) — місто (англ. city) в США, в окрузі Джефферсон штату Арканзас. Населення — 5581 особа (2020).
Вайт-Голл посідає друге місце в штаті за середнім доходом на одне домогосподарство після міста Момелл.

## Географія
Вайт-Голл розташований за координатами 34°16′31″ пн. ш. 92°6′2″ зх. д. / 34.27528° пн. ш. 92.10056° зх. д. (34.275179, -92.100649).  За даними Бюро перепису населення США в 2010 році місто мало площу 18,24 км², з яких 18,07 км² — суходіл та 0,16 км² — водойми.

## Демографія
Згідно з переписом 2010 року, у місті мешкало 5526 осіб у 2101 домогосподарстві у складі 1577 родин. Густота населення становила 303 особи/км².  Було 2275 помешкань (125/км²). 
Расовий склад населення:
| - 83,8 % — білих - 10,6 % — чорних або афроамериканців - 3,8 % — азіатів - 0,3 % — корінних американців |

До двох чи більше рас належало 1,1 %. Іспаномовні складали 1,4 % від усіх жителів.
За віковим діапазоном населення розподілялося таким чином: 26,0 % — особи молодші 18 років, 60,0 % — особи у віці 18—64 років, 14,0 % — особи у віці 65 років та старші. Медіана віку мешканця становила 39,9 року. На 100 осіб жіночої статі у місті припадало 89,2 чоловіків;  на 100 жінок у віці від 18 років та старших — 84,7 чоловіків також старших 18 років.
Середній дохід на одне домашнє господарство  становив 76 224 долари США (медіана — 61 477), а середній дохід на одну сім'ю — 87 669 доларів (медіана — 65 492). Медіана доходів становила 59 970 доларів для чоловіків та 28 875 доларів для жінок. За межею бідності перебувало 11,0 % осіб, у тому числі 19,2 % дітей у віці до 18 років та 5,4 % осіб у віці 65 років та старших.
Цивільне працевлаштоване населення становило 2685 осіб. Основні галузі зайнятості: освіта, охорона здоров'я та соціальна допомога — 29,9 %, роздрібна торгівля — 14,7 %, публічна адміністрація — 10,5 %, науковці, спеціалісти, менеджери — 9,8 %.
За даними перепису населення 2000 року у Вайт-Голлі проживало 4732 особи, 1418 сімей, налічувалося 1780 домашніх господарств і 1925 житлових будинків. Середня густота населення становила близько 267,1 людину на один квадратний кілометр. Расовий склад Вайт-Голла за даними перепису розподілився таким чином: 92,54% білих, 4,65% — чорних або афроамериканців, 0,49% — корінних американців, 1,31% — азіатів, 0,68% — представників змішаних рас, 0,34% — інших народів. Іспаномовні склали 1,04% від усіх жителів міста.
З 1780 домашніх господарств в 39,9% — виховували дітей віком до 18 років, 66,5% представляли собою подружні пари, які спільно проживали, в 9,7% сімей жінки проживали без чоловіків, 20,3% не мали сімей. 18,0% від загального числа сімей на момент перепису жили самостійно, при цьому 6,6% склали самотні літні люди у віці 65 років та старше. Середній розмір домашнього господарства склав 2,66 особи, а середній розмір родини — 3,02 особи.
Населення міста за віковим діапазоном за даними перепису 2000 року розподілилося таким чином: 27,5% — жителі молодше 18 років, 6,9% — між 18 і 24 роками, 29,5% — від 25 до 44 років, 26,1% — від 45 до 64 років і 10,0% — у віці 65 років та старше. Середній вік мешканця склав 37 років. На кожні 100 жінок у Вайт-Голлі припадало 93,8 чоловіків, у віці від 18 років та старше — 91,7 чоловіків також старше 18 років.
Середній дохід на одне домашнє господарство в місті склав 52 045 доларів США, а середній дохід на одну сім'ю — 56 997 доларів. При цьому чоловіки мали середній дохід в 38 286 доларів США на рік проти 26 827 доларів середньорічного доходу у жінок. Дохід на душу населення всоставе 20 524 долари на рік. 5,5% від усього числа сімей в місті і 6,5% від усієї чисельності населення перебувало на момент перепису населення за межею бідності, при цьому 9,4% з них були молодші 18 років і 8,9% — у віці 65 років та старше.